# 馬丁·哈尼克
馬丁·哈尼克（德語：Martin Harnik，1987年6月10日—），奧地利足球運動員，在德國漢堡出生，母親是德國人，父親是奧地利人。司職前鋒及翼鋒，奧地利國家足球隊隊員，現效力於TuS Dassendorf。

## 生平
夏歷出身雲達不萊梅，於2007/08年球季獲提升上一隊，在其德甲處子戰後補登場迎戰紐倫堡，於上陣僅8分鐘即射入賽事唯一入球以1-0擊敗對手。2009年夏季雲達不萊梅將他借用到德乙的德素多夫一個球季，夏歷以12球成為這支莱茵兰球隊的首席射手，僅以第四位結束球季錯過參加升班附加賽的機會。
2010年5月13日夏歷轉投德甲球隊史特加，簽約三年，雲達不萊梅收取30萬歐元的轉會費。

## 外部連結
- 官方网站 （德文）
- fussballdaten.de：馬田·夏歷之統計數據 （德文）
- Martin Harnik at transfermarkt.de （德文）